# Tiago André Sá Barros
Tiago André Sá Barros (sinh ngày 2 tháng 4 năm 1988 ở Cacia, Aveiro) là một cầu thủ bóng đá người Bồ Đào Nha thi đấu cho S.C. Olhanense ở vị trí tiền vệ.

## Danh hiệu

### Câu lạc bộ
Tondela
- Giải bóng đá hạng nhất quốc gia Bồ Đào Nha: 2014–15